# Севенокс
Се́венокс (англ. Sevenoaks) — місто в Великій Британії, знаходиться в західній частині англійського графства Кент, адміністративний центр однойменного району.
Севенокс розташований приблизно в 34,6 кілометра на південний схід від центру британської столиці й пов'язаний з нею однією з основних приміських залізничних ліній Лондона. Поблизу Севеноксу розташовується палац 15 століття Ноул-гаус, який служив резиденцією архієпископа Кентерберійського.

## Міста-побратими
- Понтуаз, Франція
- Райнбах, Німеччина

## Відомі уродженці та жителі
- Джон Донн (1572―1631) — англійський поет, найбільший представник метафізичного напряму.
- Герберт Веллс (1866—1946) — англійський письменник, найбільш відомий як письменник-фантаст.

- Тімоті Лоренс (нар. 1955) ― британський віцеадмірал. Другий чоловік принцеси Анни, єдиної дочки королеви Єлизавети II.
- Діана, принцеса Уельська (1961—1997) — британська шляхтянка з родини Спенсер-Черчилль.
- Леді Хестер Стенхоуп (англ. Hester Stanhope; 1776—1839) — британська світська особа, авантюристка, мандрівниця Близьким Сходом, археолог.
- Ліззі Ярнолд (нар.1988) ― британська скелетоністка, дворазова олімпійська чемпіонка.
- Orbital (1989)― британський музичний електронний гурт, створений братами Полом та Філом Хартнолами.